# Verrières-de-Joux
Verrières-de-Joux és un municipi francès situat al departament del Doubs i a la regió de Borgonya - Franc Comtat. L'any 2007 tenia 429 habitants.

## Demografia

### Població
El 2007 la població de fet de Verrières-de-Joux era de 429 persones. Hi havia 176 famílies de les quals 52 eren unipersonals (24 homes vivint sols i 28 dones vivint soles), 52 parelles sense fills, 60 parelles amb fills i 12 famílies monoparentals amb fills.
La població ha evolucionat segons el següent gràfic:
Habitants censats

### Habitatges
El 2007 hi havia 220 habitatges, 174 eren l'habitatge principal de la família, 34 eren segones residències i 12 estaven desocupats. 127 eren cases i 92 eren apartaments. Dels 174 habitatges principals, 111 estaven ocupats pels seus propietaris, 52 estaven llogats i ocupats pels llogaters i 11 estaven cedits a títol gratuït; 3 tenien una cambra, 12 en tenien dues, 25 en tenien tres, 45 en tenien quatre i 89 en tenien cinc o més. 140 habitatges disposaven pel capbaix d'una plaça de pàrquing. A 73 habitatges hi havia un automòbil i a 84 n'hi havia dos o més.

### Piràmide de població
La piràmide de població per edats i sexe el 2009 era:
| Homes | Edats   | Dones |
| ----- | ------- | ----- |
| 0     | 95 o +  | 0     |
| 4     | 90 a 94 | 4     |
| 0     | 85 a 89 | 0     |
| 0     | 80 a 84 | 4     |
| 0     | 75 a 79 | 4     |
| 4     | 70 a 74 | 8     |
| 12    | 65 a 69 | 12    |
| 8     | 60 a 64 | 8     |
| 16    | 55 a 59 | 8     |
| 8     | 50 a 54 | 16    |
| 20    | 45 a 49 | 12    |
| 4     | 40 a 44 | 12    |
| 8     | 35 a 39 | 8     |
| 20    | 30 a 34 | 20    |
| 8     | 25 a 29 | 16    |
| 12    | 20 a 24 | 4     |
| 8     | 15 a 19 | 12    |
| 0     | 10 a 14 | 8     |
| 16    | 5 a 9   | 8     |
| 16    | 0 a 4   | 12    |

## Economia
El 2007 la població en edat de treballar era de 280 persones, 221 eren actives i 59 eren inactives. De les 221 persones actives 203 estaven ocupades (109 homes i 94 dones) i 18 estaven aturades (6 homes i 12 dones). De les 59 persones inactives 19 estaven jubilades, 18 estaven estudiant i 22 estaven classificades com a «altres inactius».

### Ingressos
El 2009 a Verrières-de-Joux hi havia 175 unitats fiscals que integraven 410,5 persones, la mediana anual d'ingressos fiscals per persona era de 18.829 €.

### Activitats econòmiques
Dels 14 establiments que hi havia el 2007, 1 era d'una empresa alimentària, 1 d'una empresa de fabricació de material elèctric, 1 d'una empresa de construcció, 1 d'una empresa de comerç i reparació d'automòbils, 4 d'empreses de transport, 3 d'empreses d'hostatgeria i restauració, 2 d'entitats de l'administració pública i 1 d'una empresa classificada com a «altres activitats de serveis».
Dels 3 establiments de servei als particulars que hi havia el 2009, 1 era una oficina de correu, 1 lampisteria i 1 restaurant.
L'any 2000 a Verrières-de-Joux hi havia 4 explotacions agrícoles que ocupaven un total de 456 hectàrees.

## Equipaments sanitaris i escolars
El 2009 hi havia una escola elemental.

## Poblacions més properes
El següent diagrama mostra les poblacions més properes.